# سفارة ليتوانيا في لندن
سفارة ليتوانيا في لندن هي البعثة الدبلوماسية لليتوانيا في المملكة المتحدة.
مقرها في الأصل في جلوستر بليس في ماريليبون، انتقلت السفارة إلى موقعها الحالي في حدائق بيسبورو ، بيمليكو في عام 2011. سفارة حدائق بيسبورو هي أيضًا قاعدة بعثات ليتوانيا في سلطنة عمان والاتحاد الأفريقي وجمهورية إثيوبيا والبرتغال.
في مايو 2016، افتتحت ليتوانيا أيضًا قنصلية فخرية تقع في المبنى التاريخي لـ Ingress Abbey ، Greenhithe ، Kent.

## معرض صور

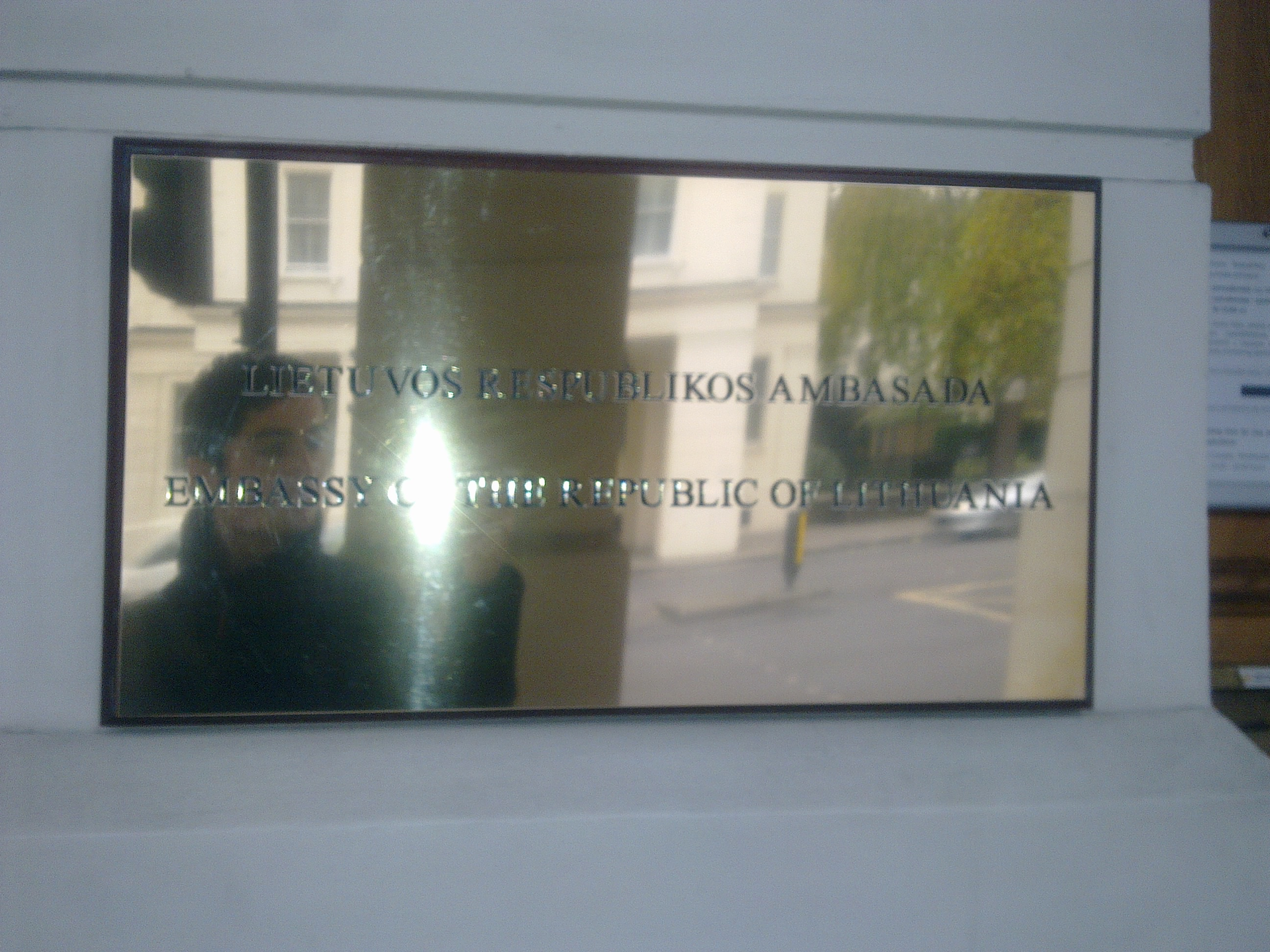
درع خارج السفارة باللغتين الإنجليزية والليتوانية
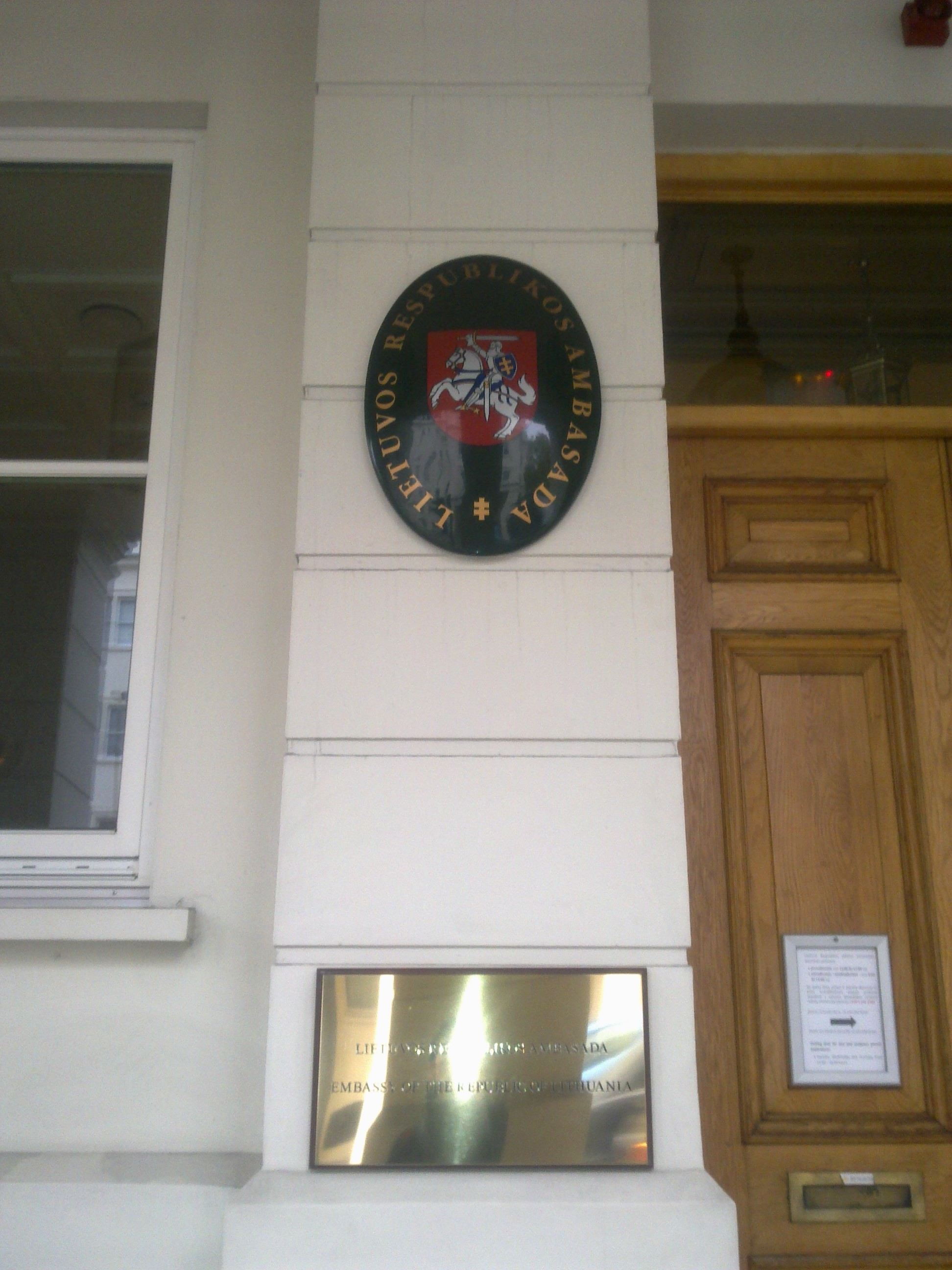
لوحات خارج السفارة تصور إحداها شعار النبالة لليتوانيا

## روابط خارجية
- موقع رسمي نسخة محفوظة 18 أبريل 2024 على موقع واي باك مشين.